# Garabogaz
Garabogaz ([ʁɑɾɑboˈʁɑð]) est une ville de la province de Balkan, au Turkménistan. Elle est située sur l'avancée de terre qui sépare le Kara-Bogaz-Gol et la mer Caspienne.

## Transports
La ville dispose pour le transport aérien de l'aérodrome de Garabogaz (OACI : TM-0001)